# اندی بر

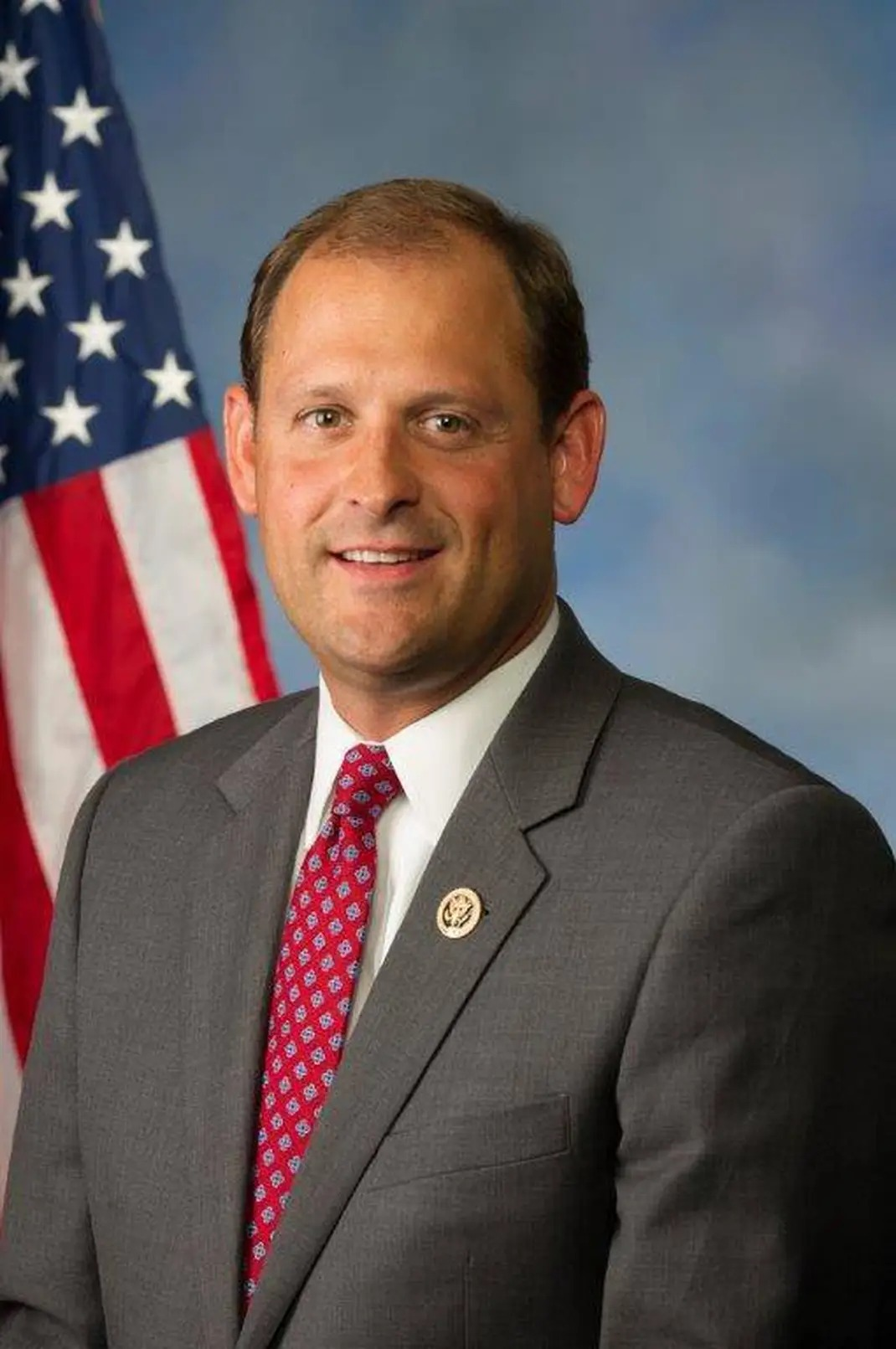

اندی بر (به انگلیسی: Andy Barr) نمایندهٔ حوزه انتخابیه ششم کنتاکی از حزب جمهوری‌خواه ایالات متحده آمریکا در مجلس نمایندگان ایالات متحده آمریکا است که برای نخستین‌بار در ۶ ژانویه ۲۰۱۳ میلادی به‌عضویت این مجلس درآمد.